# Morro da Babilônia
Morro da Babilônia är en kulle i Brasilien. Den ligger i kommunen Rio de Janeiro och delstaten Rio de Janeiro, i den sydöstra delen av landet, 900 km sydost om huvudstaden Brasília. Toppen på Morro da Babilônia är 72 meter över havet.
Terrängen runt Morro da Babilônia är platt åt nordost, men västerut är den kuperad. Havet är nära Morro da Babilônia åt sydost.Trakten är tätbefolkad. Närmaste större samhälle är Rio de Janeiro, 7,1 km nordväst om Morro da Babilônia. 